# (14400) Baudot
(14400) Baudot est un astéroïde de la ceinture principale.

## Description
(14400) Baudot est un astéroïde de la ceinture principale. Il fut découvert le 16 novembre 1990 à La Silla par Eric Walter Elst. Il présente une orbite caractérisée par un demi-grand axe de 2,69 UA, une excentricité de 0,24 et une inclinaison de 4,6° par rapport à l'écliptique.

## Compléments